# Jiaozuo
Jiaozuo (en chino, 焦作; pinyin, Jiāozuò; Wade-Giles, chiao zuò; transcripción antigua, Tsiao Tso (escuchar)ⓘ) es una ciudad-prefectura en la provincia de Henan, en la República Popular China. Sentada en la orilla norte del río Amarillo, limita con la capital provincial de Zhengzhou al sur, Xinxiang al este, Jiyuan al oeste y la provincia de Shanxi al norte. Su área es de 3972 km² y su población total para 2018 superó los 3,59 millones de habitantes. 

## Administración
La ciudad prefectura de Jiaozuo se divide en 10 localidades que se administran en 4 distritos urbanos, 2 ciudades suburbanas y 4 condados rurales.
- Distrito Jiefang (解放区)
- Distrito Shanyang (山阳 区)
- DistritoZhongzhan (中 站 区)
- Distrito Macún (马 村 区)
- Ciudad Qinyang (沁阳 市)
- Ciudad Mengzhou (孟州市)
- Condado Xiuwu (修武 县)
- Condado Wuzhi (武陟县)
- Condado Wen (温县)
- Condado Bo'ai (博爱 县)

## Toponimia
Para el topónimo Jiaozuo [/chiáo-zuó/] existen varias versiones sobre el origen del nombre:
Una versión dice que se debe a que la familia o varias familias de apellido Jiao (焦) establecieron talleres (作 zuo) en esta zona, por lo que el lugar tomó como nombre "talleres Jiao". 
Otra versión dice que a principios de la dinastía Ming, un grupo de migrantes procedentes de Shanxi, llegó a esta región. Al ver que abundaban los azufaifos (枣 zao) que les servia de alimento, decidieron asentarse aquí. Para conmemorar estos "azufaifos Jiao" (焦枣 Jiaozao), la gente usó este término como topónimo. Con el tiempo, 
la gente plantó cultivos aquí, y el concepto de "azufaifos" se debilitó, y debido a la influencia de la industria minera los "azufaifos -zao-" por cercanía fonética, o forma más corta/común cambió a "taller -zuo-". Hasta el día de hoy, en el lenguaje coloquial de los campesinos locales, todavía hay quienes la llaman 'Jiaozao' (焦枣). 
Otra versión dice que debe su nombre a la producción de carbón y a la abundancia de "talleres de coquización" (炼焦作坊 Liànjiāo zuòfāng). Los talleres de coquización es el lugar donde se procesaba el carbón para convertirlo en coque. 

## Historia

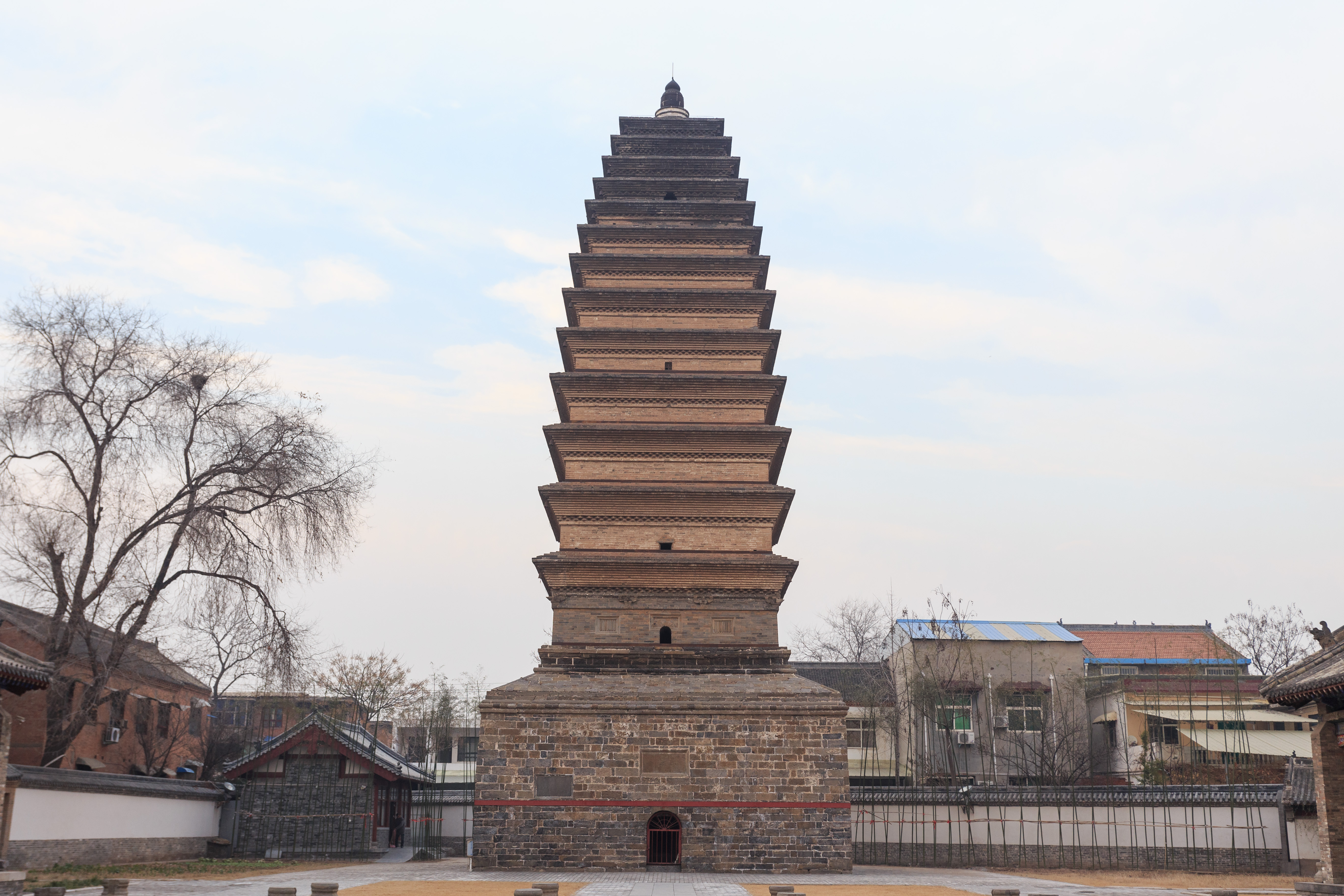
Pagoda de los Tryadhva Buddhas 天宁寺三圣塔

La ciudad fue fundada en un sitio industrial sobrante de las Guerras del Opio, por los británicos. Jiáozuo se estableció como ciudad en 1953.Mao Zedong escribió elogios sobre la ardua labor de la gente local, en la industria del carbón, hoy Jiáozuo es conocida por las industrias de la construcción de maquinaria.

## Clima
| Parámetros climáticos promedio de Jiaozuo 1981－2010 | Parámetros climáticos promedio de Jiaozuo 1981－2010 | Parámetros climáticos promedio de Jiaozuo 1981－2010 | Parámetros climáticos promedio de Jiaozuo 1981－2010 | Parámetros climáticos promedio de Jiaozuo 1981－2010 | Parámetros climáticos promedio de Jiaozuo 1981－2010 | Parámetros climáticos promedio de Jiaozuo 1981－2010 | Parámetros climáticos promedio de Jiaozuo 1981－2010 | Parámetros climáticos promedio de Jiaozuo 1981－2010 | Parámetros climáticos promedio de Jiaozuo 1981－2010 | Parámetros climáticos promedio de Jiaozuo 1981－2010 | Parámetros climáticos promedio de Jiaozuo 1981－2010 | Parámetros climáticos promedio de Jiaozuo 1981－2010 | Parámetros climáticos promedio de Jiaozuo 1981－2010 |
| Mes                                                  | Ene.                                                 | Feb.                                                 | Mar.                                                 | Abr.                                                 | May.                                                 | Jun.                                                 | Jul.                                                 | Ago.                                                 | Sep.                                                 | Oct.                                                 | Nov.                                                 | Dic.                                                 | Anual                                                |
| ---------------------------------------------------- | ---------------------------------------------------- | ---------------------------------------------------- | ---------------------------------------------------- | ---------------------------------------------------- | ---------------------------------------------------- | ---------------------------------------------------- | ---------------------------------------------------- | ---------------------------------------------------- | ---------------------------------------------------- | ---------------------------------------------------- | ---------------------------------------------------- | ---------------------------------------------------- | ---------------------------------------------------- |
| Temp. máx. abs. (°C)                                 | 20.0                                                 | 25.4                                                 | 31.7                                                 | 37.0                                                 | 40.8                                                 | 43.5                                                 | 40.4                                                 | 39.0                                                 | 38.6                                                 | 35.9                                                 | 27.5                                                 | 24.6                                                 | '                                                    |
| Temp. máx. media (°C)                                | 6.0                                                  | 9.5                                                  | 15.1                                                 | 22.4                                                 | 27.8                                                 | 32.3                                                 | 32.1                                                 | 30.8                                                 | 27.2                                                 | 22.0                                                 | 14.4                                                 | 8.0                                                  | 20.6                                                 |
| Temp. media (°C)                                     | 1.3                                                  | 4.6                                                  | 9.8                                                  | 16.9                                                 | 22.3                                                 | 26.8                                                 | 27.7                                                 | 26.5                                                 | 22.2                                                 | 16.6                                                 | 9.3                                                  | 3.3                                                  | 15.6                                                 |
| Temp. mín. media (°C)                                | -2.7                                                 | 0.3                                                  | 5.0                                                  | 11.5                                                 | 16.8                                                 | 21.4                                                 | 23.7                                                 | 22.7                                                 | 17.7                                                 | 11.7                                                 | 4.7                                                  | -0.7                                                 | 11                                                   |
| Temp. mín. abs. (°C)                                 | -12.9                                                | -17.8                                                | -5.1                                                 | 0.3                                                  | 8.2                                                  | 13.4                                                 | 17.4                                                 | 13.9                                                 | 8.5                                                  | -0.8                                                 | -6.7                                                 | -10.8                                                | '                                                    |
| Precipitación total (mm)                             | 7.5                                                  | 10.6                                                 | 22.3                                                 | 23.6                                                 | 50.4                                                 | 65.1                                                 | 137.4                                                | 112.6                                                | 60.8                                                 | 34.0                                                 | 20.1                                                 | 7.2                                                  | 551.6                                                |
| Humedad relativa (%)                                 | 55                                                   | 55                                                   | 55                                                   | 56                                                   | 59                                                   | 59                                                   | 74                                                   | 76                                                   | 71                                                   | 64                                                   | 60                                                   | 56                                                   | 61.7                                                 |
| Fuente: «中国气象数据网». 国家气象信息中心.          |                                                      |                                                      |                                                      |                                                      |                                                      |                                                      |                                                      |                                                      |                                                      |                                                      |                                                      |                                                      |                                                      |

## Transporte

### Tren
- Estación de tren de Jiaozuo (Chino simplificado: 焦作火车站)